# Simulium guimari
Simulium guimari es una especie de insecto del género Simulium, familia Simuliidae, orden Diptera.
Fue descrita científicamente por Becker, 1908.